# Forschungsreaktor Frankfurt
Der Forschungsreaktor Frankfurt (FRF-1) war ein Kernreaktor, der von 1958 bis 1968 als Neutronenquelle am Institut für Kernphysik der Johann Wolfgang Goethe-Universität Frankfurt am Main in Frankfurt-Rebstock betrieben wurde.

## Geschichte
Der Forschungsreaktor FRF-1 wurde 1956 der Universität von der Hoechst AG anlässlich der Gründung des Instituts für Kernphysik gestiftet. Es handelte sich um einen homogenen Lösungsreaktor, bei dem der Brennstoff im Moderator gelöst vorliegt. Der Reaktor ging nach dem Forschungsreaktor München als zweiter Reaktor der Bundesrepublik Deutschland in Betrieb und erreichte seine erste Kritikalität am 10. Januar 1958. Er hatte eine Nennleistung von 50 kW, die maximale thermische Neutronenflussdichte lag bei 1012 n·cm−2s−1. Er wurde mit zu 20 % angereichertem Uran betrieben und mit leichtem Wasser und mit dem um den Reaktorbehälter aufgeschichtetem Graphit moderiert. Nach einer zehnjährigen Betriebszeit musste der Reaktor auf Grund technischer Schwierigkeiten am 19. März 1968 abgeschaltet werden. Nahezu baugleich war der Berliner Experimentier-Reaktor in Berlin-Wannsee und der erste Reaktor in Japan JRR-1. Alle waren vom Typ Atomics International L-54.
Von 1973 bis 1977 wurde an seiner Stelle der Forschungsreaktor FRF-2 vom Typ TRIGA-Schwimmbadreaktor errichtet, welcher eine thermische Leistung von 1 MW haben sollte. Für den Bau wurden kontaminierte und aktivierte Anlagenteile des Vorgängerreaktors verwendet. Während der Bauzeit erhöhten die zuständigen Behörden ihre Sicherheitsanforderungen, z. B. zum Schutz vor Sabotage. Gleichzeitig verlor der Reaktor für die beteiligten Wissenschaftler an Attraktivität, weil sein Neutronenfluss für viele Experimente, vor allem auf dem Gebiet der nuklearen Festkörperphysik, zu gering war. 1976 sperrte deshalb das Bundesforschungsministerium Fördermittel für Experimente am FRF-2. Nach weiteren kritischen Diskussionen versagte der Hessische Kultusminister am 11. Juli 1980 dem FRF-2 endgültig die Betriebsgenehmigung. Der fertiggestellte, aber nie in Betrieb gegangene Forschungsreaktor musste stillgelegt und der verbliebene Brennstoff entfernt werden.
Das Reaktorgebäude wurde in der Folgezeit als Zwischenlager für radioaktive Abfälle der Universität Frankfurt verwendet. Da die Stadt Frankfurt das Gelände neu nutzen wollte, wurde der Reaktor in den Jahren 2005 und 2006 vollständig abgebaut und beseitigt. Am 30. Oktober 2006 wurde die Anlage schließlich aus dem Regelungsbereich des deutschen Atomgesetzes entlassen.